# Convention de Minamata sur le mercure
La convention de Minamata sur le mercure ou convention de Minamata est une convention internationale développée sous l'égide du Programme des Nations Unies pour l'environnement, et qui vise à protéger la santé humaine et l’environnement contre les effets néfastes du mercure. Elle a été adoptée à Kumamoto au Japon le 10 octobre 2013. La Convention est baptisée en référence à la ville de Minamata où des milliers de personnes ont été empoisonnées par des effluents industriels contaminés au mercure.

## Histoire
La convention de Minamata est préparée à partir de 2009 par l'ONU dans le but de limiter les rejets humains de mercure dans l'environnement.
Le processus de négociations a fait l’objet de cinq sessions d’un Comité de négociation intergouvernemental (CNI), de juin 2010 à janvier 2013 à Stockholm, Chiba (Japon), Nairobi, Punta del Este (Uruguay) et Genève, et qui furent précédées de deux réunions d’un Groupe de travail spécial à composition non limitée.
Le 19 janvier 2013, après une semaine de négociation, 128 États adoptent à Genève la convention de Minamata qui vise la réduction des émissions de mercure au niveau mondial. Cette convention est signée le 10 octobre 2013, par les représentants des 140 États à Minamata au Japon, en hommage aux habitants de cette ville, touchés durant des décennies par une très grave contamination au mercure, qui a même donné son nom à la maladie de Minamata. La convention entre alors dans une phase de ratification, qui nécessite que 50 États la ratifient, pour entrer en vigueur. Deux sessions du CNI ont suivi la Conférence de plénipotentiaires de 2013, le CNI6 en novembre 2014 à Bangkok en Thaïlande et le CNI7, en mars 2016 à la Mer Morte, en Jordanie.
Le 16 août 2017, la Convention est entrée en vigueur, comme le prévoit son article 31, le 90ème jour suivant la date de dépôt du 50e instrument de ratification, d’acceptation, d’approbation ou d’adhésion. A ce jour, 128 pays ont signé la convention et 115 l'ont ratifiée.
La première, la deuxième et la troisième Conférence des Parties à la Convention (COP) ont eu lieu en 2017, 2018 et 2019 à Genève,,.

## Contenu

En adoptant la convention de Minamata, les 128 pays se sont accordés sur un certain nombre de produits, dont la fabrication, l'importation et l'exportation seront interdites d'ici 2020. La convention prévoit ainsi l'interdiction du mercure d'ici 2020 dans les thermomètres, instruments de mesure de la tension, batteries, interrupteurs, crèmes et lotions cosmétiques et certains types de lampes fluorescentes.
Les gouvernements devront également élaborer des stratégies pour réduire la quantité de mercure utilisée dans les mines à petite échelle et devront établir un plan d'action national dans les trois ans suivant l'entrée en vigueur du traité, de manière à réduire et, si possible, éliminer le mercure. La convention réglemente aussi les émissions et les rejets de mercure provenant des grandes installations industrielles telles que les centrales au charbon, les chauffe-eaux industriels, les incinérateurs de déchets et les cimenteries[réf. souhaitée]. La mesure phare est la fermeture programmée des mines de mercure 15 ans après la ratification du texte.
Des ONG de défense de l'environnement regrettent néanmoins que cette convention ne touche que peu les petites mines d'or et les centrales électriques au charbon. Certains vaccins et les amalgames dentaires ne sont également pas concernés. Achim Steiner, secrétaire général adjoint de l'ONU, chargé du Programme des Nations unies pour l'environnement (PNUE) a souligné, qu'il est assez « incroyable comme le mercure est répandu (…). Nous laissons là un terrible héritage » qui affecte « les Inuits du Canada comme les travailleurs des petites mines d'or en Afrique du Sud ».